# Юніонвілл (округ Сентер, Пенсільванія)
Юніонвілл (англ. Unionville) — місто (англ. borough) в США, в окрузі Сентр штату Пенсільванія. Населення — 267 осіб (2020).

## Географія
Юніонвілл розташований за координатами 40°54′23″ пн. ш. 77°52′36″ зх. д. / 40.90639° пн. ш. 77.87667° зх. д. (40.906295, -77.876678).  За даними Бюро перепису населення США в 2010 році місто мало площу 0,61 км², уся площа — суходіл.

## Демографія
Згідно з переписом 2010 року, у селищі мешкала 291 особа в 123 домогосподарствах у складі 83 родин. Густота населення становила 475 осіб/км².  Було 130 помешкань (212/км²).
Расовий склад населення:
| - 97,6 % — білих - 0,7 % — азіатів - 0,3 % — чорних або афроамериканців |

До двох чи більше рас належало 0,7 %. Частка іспаномовних становила 0,7 % від усіх жителів.
За віковим діапазоном населення розподілялося таким чином: 19,2 % — особи молодші 18 років, 66,4 % — особи у віці 18—64 років, 14,4 % — особи у віці 65 років та старші. Медіана віку мешканця становила 42,4 року. На 100 осіб жіночої статі у селищі припадало 87,7 чоловіків;  на 100 жінок у віці від 18 років та старших — 85,0 чоловіків також старших 18 років.
Середній дохід на одне домашнє господарство  становив 51 977 доларів США (медіана — 39 500), а середній дохід на одну сім'ю — 63 588 доларів (медіана — 58 125). Медіана доходів становила 39 063 долари для чоловіків та 27 500 доларів для жінок. За межею бідності перебувало 9,2 % осіб, у тому числі 10,5 % дітей у віці до 18 років та 12,5 % осіб у віці 65 років та старших.
Цивільне працевлаштоване населення становило 111 осіб. Основні галузі зайнятості: освіта, охорона здоров'я та соціальна допомога — 34,2 %, виробництво — 23,4 %, транспорт — 10,8 %, роздрібна торгівля — 10,8 %.